# Muottas Muragl
Muottas Muragl (rétorománsky Muotta 'kopec', množné číslo muottas, terénní název Muragl) je výletní hora s nadmořskou výškou 2453 m n. m. v Livignských Alpách. Nachází se na území obce Samedan a nabízí široký výhled na Horní Engadin s Engadinskou jezerní oblastí (jezera Silsersee, Silvaplanersee a St. Moritzersee). Turistická stezka s převýšením asi 400 m vede k Segantiniho chatě na Schafbergu, kde v roce 1899 zemřel malíř Giovanni Segantini. K chatě Alp Languard vede jednodušší a pohodlnější cesta.
Na Muottas Muragl je možné se dostat pěšky nebo lanovkou ze stanice Rhétské dráhy Punt Muragl (mezi obcemi Samedan a Pontresina). Lanovka Muottas Muragl (MMB) má trať dlouhou 2199 m se stoupáním 709 m.[zdroj?] Je nejstarší horskou železnicí v Engadinu a v roce 2007 oslavila 100. výročí. Za účelem stavby lanovky byla v roce 1904 založena společnost „AG Drahtseilbahn Muottas-Muraigl“ pod vedením tehdejší Švýcarské železniční banky (Suiselectra) se sídlem v Samedanu. Slavnostní zahájení výstavby proběhlo v roce 1905 a provoz byl zahájen v roce 1907. Zpočátku se hosté dostávali do výchozí stanice pěšky, kočárem nebo omnibusem, protože ještě neexistovalo železniční spojení. V roce 1995 společnost převzala horská dráha Celerin.

## Galerie

Muottas Muragl a Piz Kesch v pozadí
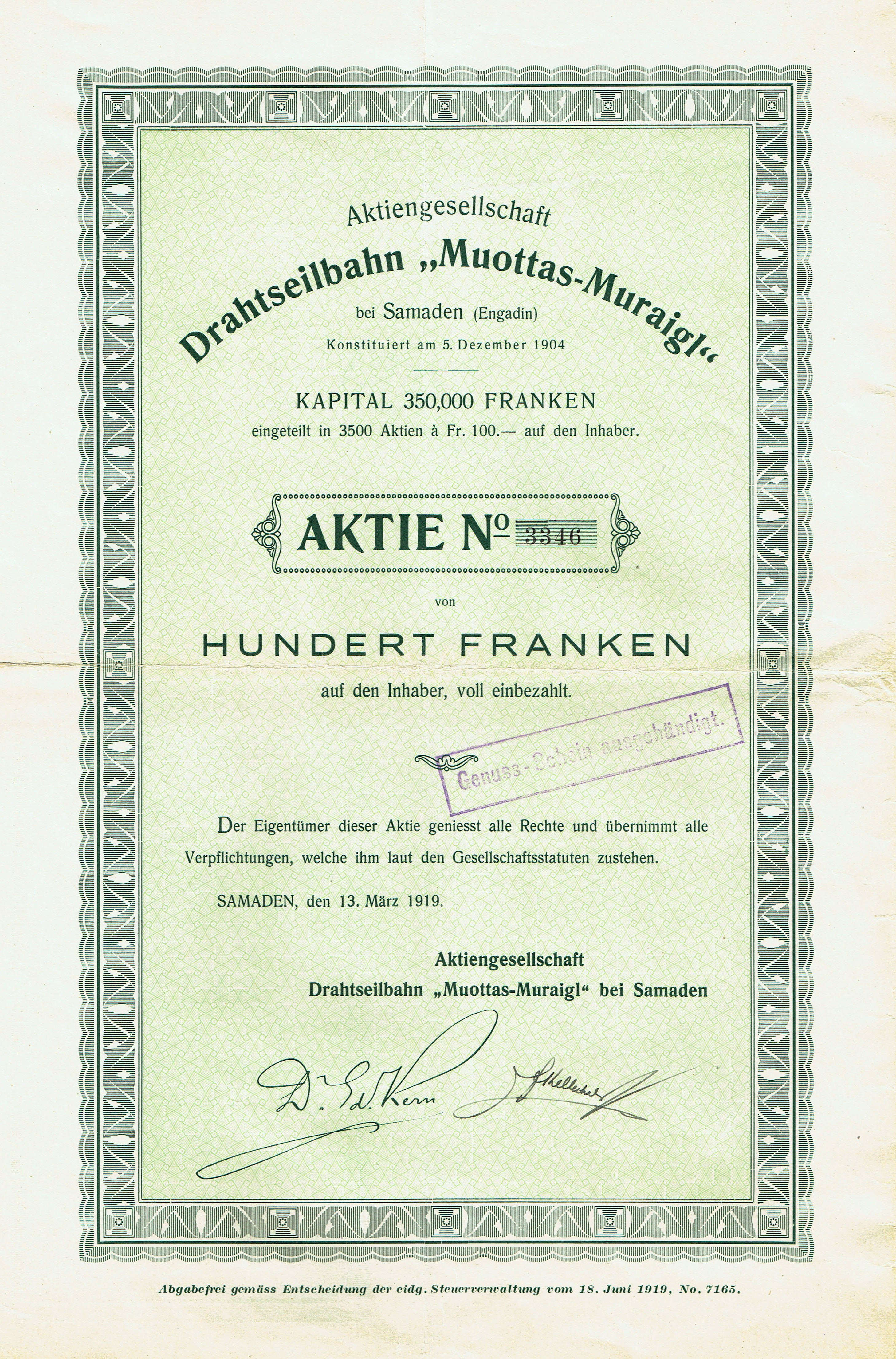
Akcie 100 Franků společnosti AG Drahtseilbahn "Muottas-Muraigl" z 13. 3. 1919
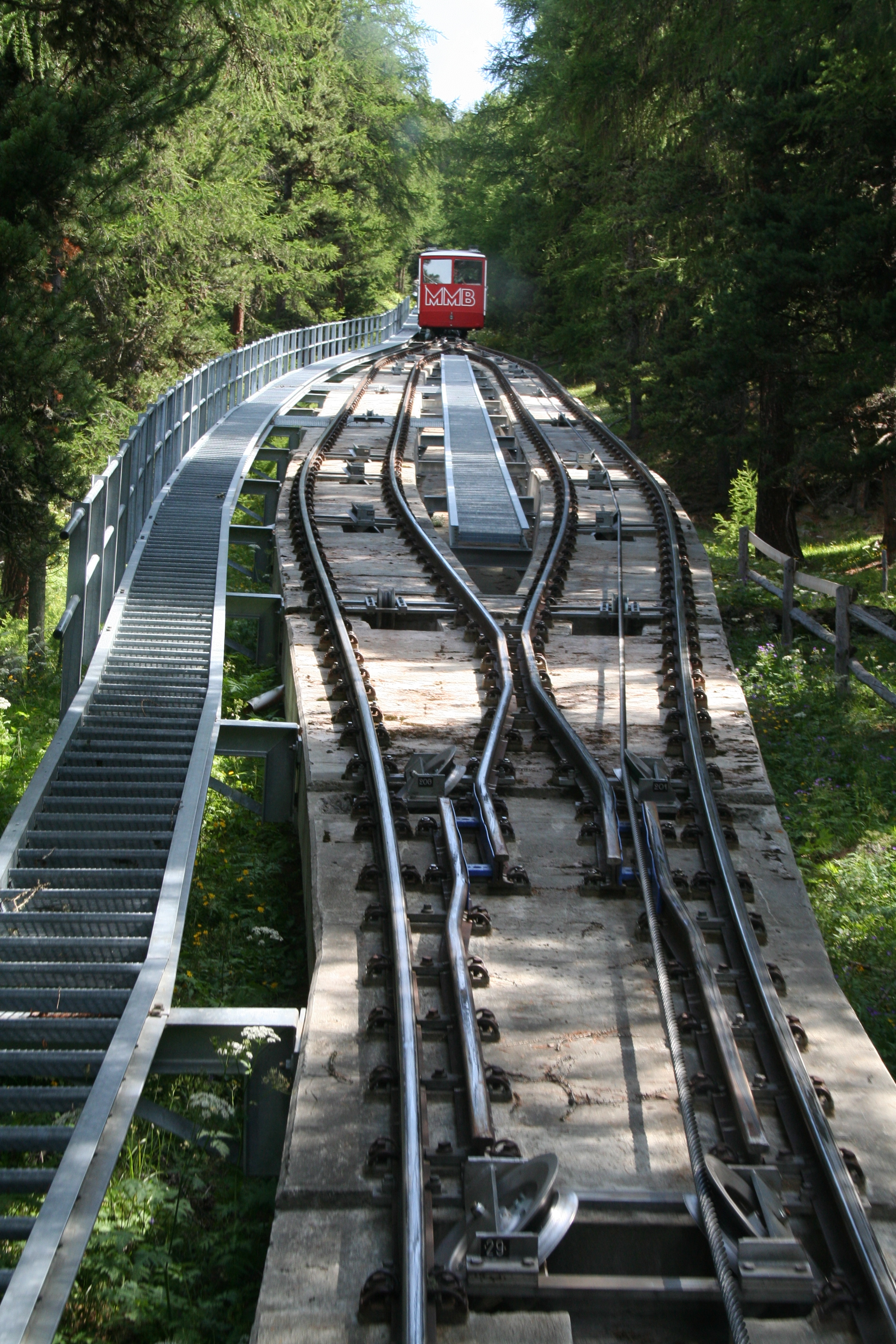
výhybka pozemní lanovky
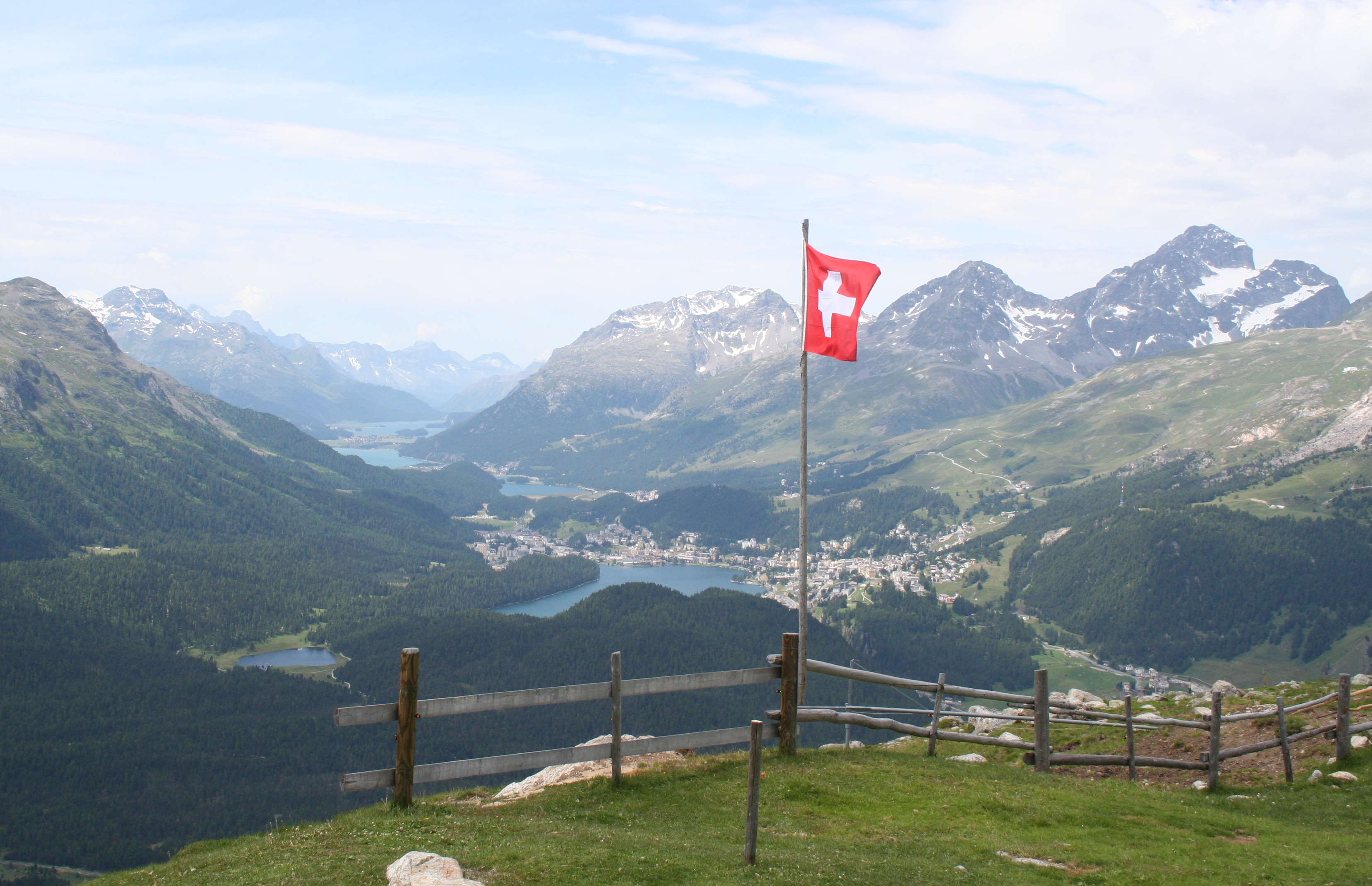
pohled na Oberengadiner Seen
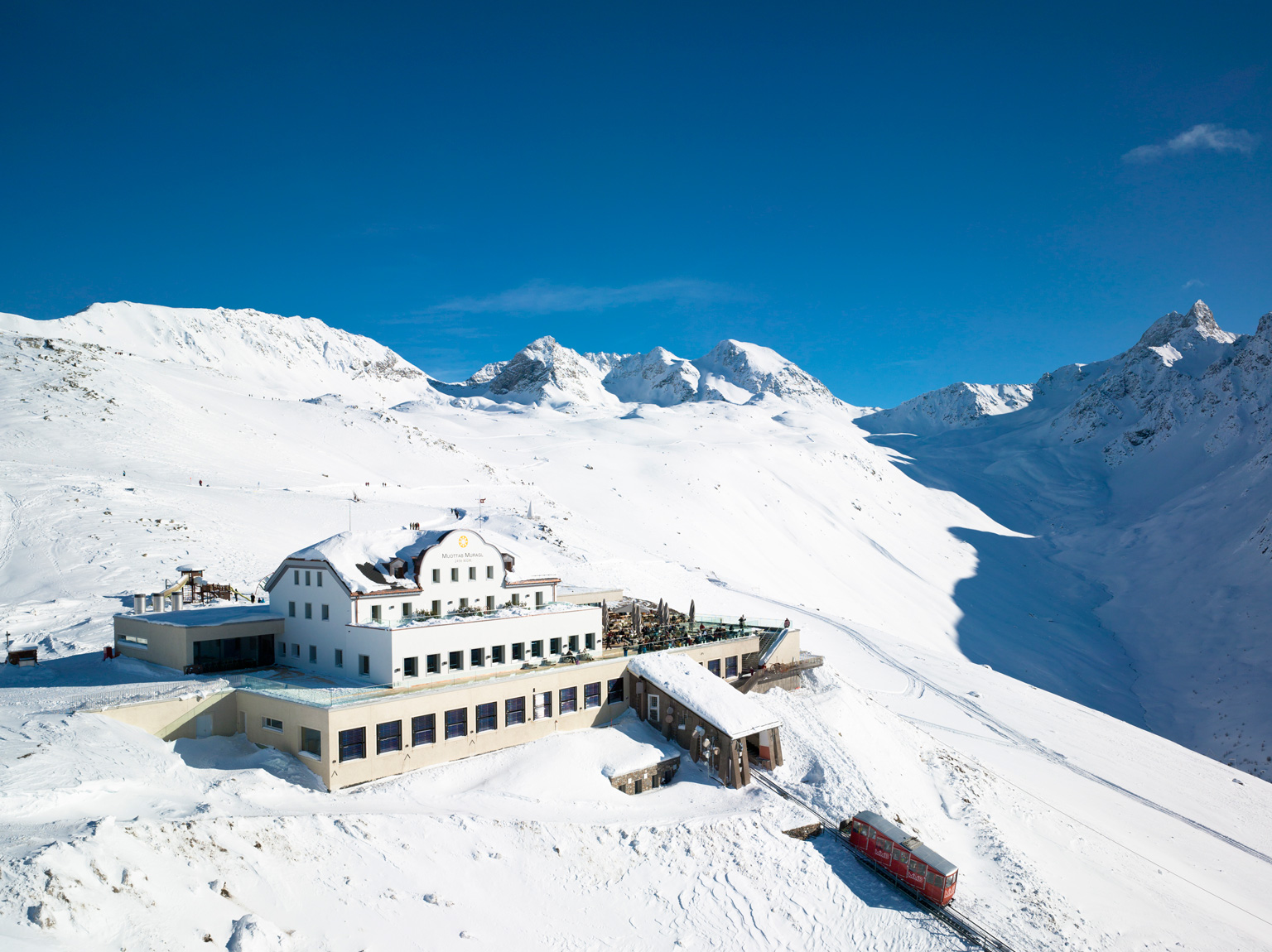
Horní stanice lanovky a Hotel v zimě